# Penda Sylla
Penda Sylla (født 3. oktober 1990) er en kvindelig håndboldspiller fra Senegal. Hun spiller for ASPTT Strasbourg og Senegals kvindehåndboldlandshold, som venstre back.
Hun deltog ved verdensmesterskabet i håndbold 2019 i Japan.